# La Réorthe
La Réorthe település Franciaországban, Vendée megyében. Lakosainak száma 1157 fő (2022. január 1.). La Réorthe Bournezeau, Chantonnay, Saint-Juire-Champgillon és Saint-Jean-d’Hermine községekkel határos.

## Népesség
A település népességének változása:
| Lakosok száma | 1106 | 1101 | 1118 | 1093 | 1099 | 1097 | 1114 | 1135 | 1157 |
|               | 2013 | 2015 | 2016 | 2017 | 2018 | 2019 | 2020 | 2021 | 2022 |